# Västlig njurlav
Västlig njurlav (Nephroma laevigatum) är en lavart som beskrevs av Erik Acharius. Västlig njurlav ingår i släktet Nephroma, och familjen Nephromataceae. Enligt den finländska rödlistan är arten akut hotad i Finland. Enligt den svenska rödlistan är arten nära hotad i Sverige. Arten förekommer i Götaland, Gotland, Öland, Svealand, Nedre Norrland och Övre Norrland. Artens livsmiljö är naturmoskogar.